# Poetas andaluces
(Aguaviva, Poeti andalusi)
Poetas andaluces è il titolo di una canzone del gruppo spagnolo Aguaviva nel 1969.
Il brano musicale è considerato un classico della musica spagnola contemporanea. 

## Storia
Il testo riprende i versi, scritti nel 1953, della Ballata per poeti andalusi di Rafael Alberti.
I versi contenevano una critica velata rivolta ai poeti andalusi dell'epoca, che non alzarono la voce contro le ingiustizie che si verificavano in Spagna a quel tempo. Facente parte della famosa Generazione del '27, assieme a Vicente Aleixandre, a García Lorca, a Nicolás Guillén aveva aderito al Partito Comunista e aveva combattuto il franchismo; dal 1939 non aveva mai più messo piede in Spagna e dal 1963 viveva in esilio a Roma.
José Antonio Muñoz e Manolo Díaz, membri del gruppo, si recarono a Roma per chiedergli il permesso di usare il testo nella canzone. Inizialmente Alberti si oppose perché, essendo trascorsi 20 anni dalla sua opera, pensava che le critiche nel suo testo avevano ormai perso rilevanza. Ma alla fine acconsentì.
La canzone, nonostante contenesse versi di un autore che all'epoca era proibito in Spagna, riuscì a superare la censura dell'epoca, nonostante alcuni commentatori radiofonici dell'epoca. 
La canzone ebbe un enorme successo sia in Spagna che nei mercati internazionali, soprattutto in Italia, dove ha raggiunto la vetta delle classifiche dei best-seller.